# Renan Garcia
Renan Fernandes Garcia, cunoscut simplu ca Renan (n. 19 iunie 1986, Batatais, Brazilia) este un fotbalist aflat sub contract cu CFR Cluj. În prezent este împrumutat la clubul italian Sampdoria.